# SHFV-Pokal 2025/26 (Frauen)
Der SHFV-Pokal 2025/26 wird die 50. Austragung des schleswig-holsteinischen Verbandspokals der Frauen im Amateurfußball. Als Titelverteidiger tritt Holstein Kiel an. Die Siegermannschaft qualifiziert sich für den DFB-Pokal 2026/27.

## Spielmodus
Bei einem unentschiedenen Spielstand nach regulären 90 Minuten kommt es direkt im Anschluss zu einem Elfmeterschießen. Eine Verlängerung von zwei mal 15 Minuten ist lediglich für das Finale vorgesehen.

## Teilnehmende Mannschaften
Für den SHFV-Pokal qualifizieren sich alle Mannschaften, welche in der Saison 2024/25 in der Regionalliga Nord gespielt haben. Zusätzlich qualifizieren sich die Gewinner der einzelnen Kreispokale der Vorsaison sowie der Gewinner (oder die bestplatzierte noch nicht qualifizierte Mannschaft) des Flens-Cups Meister der Meister. Sollten nach Anwendung dieser Kriterien keine 16 Mannschaften zusammenkommen, qualifizieren sich zusätzlich die Finalisten der Kreispokale. Folgende Mannschaften sind für den SHFV-Pokal 2025/26 qualifiziert (in der Klammer ist die Ligenzugehörigkeit in dieser Spielzeit angegeben):
| Vereine der Regionalliga Nord 2024/25                                                                                 | Kreispokalsieger 2024/25 | Meister der Meister 2024/25                                            |
| - SV Henstedt-Ulzburg (III) - Holstein Kiel (III) - Kieler MTV (IV)                                                   | - Herzogtum Lauenburg: Kampflos: SV Grün-Weiß Siebenbäumen (VI) - Holstein (Neumünster, Plön): SV Boostedt (IV) - Kiel: SSG Rot-Schwarz Kiel (IV) - Lübeck: Eichholzer SV (IV) - Nord (Nordfriesland, Schleswig-Flensburg und Flensburg): Sieger: SV Frisia 03 Risum-Lindholm (IV) Finalist: IF Stjernen Flensborg (IV) - Ostholstein: SG Insel/Fehmarn/Burg (VI) - Rendsburg-Eckernförde: SG NieBar (IV) - Segeberg: SV Wahlstedt (IV) - Stormarn: SSC Hagen Ahrensburg (IV) - Westküste (Dithmarschen, Steinburg): Merkur Hademarschen (IV) | - Halbfinalist: SV Viktoria 08 Lübeck (V) - Halbfinalist: SG BreBo (V) |
| Ligaebene in Klammern: III = Regionalliga Nord • IV = Oberliga Schleswig-Holstein • V = Landesligen • VI = Kreisligen | |                                                                        |

## Achtelfinale
Das Achtelfinale wurde am 3. Juli 2025 im Haus des Sports in Kiel ausgelost und soll laut Rahmenterminplan ab dem 30. August 2025 ausgetragen werden.
| Datum                      |                                  | Ergebnis |                            |
| -------------------------- | -------------------------------- | -------- | -------------------------- |
| 30. August 2025, 15:00 Uhr | SV Grün-Weiß Siebenbäumen (VI)   | :        | IF Stjernen Flensborg (IV) |
| ab 30. August 2025         | Merkur Hademarschen (IV)         | :        | SV Henstedt-Ulzburg (III)  |
| 31. August 2025, 15:00 Uhr | SSC Hagen Ahrensburg (IV)        | :        | Eichholzer SV              |
| 31. August 2025, 15:00 Uhr | SG BreBo (V)                     | :        | SSG Rot-Schwarz Kiel (IV)  |
| 31. August 2025, 14:00 Uhr | Kieler MTV (IV)                  | :        | SV Wahlstedt (IV)          |
| 30. August 2025, 15:00 Uhr | SG Insel/Fehmarn/Burg (VI)       | :        | SG NieBar (IV)             |
| 30. August 2025, 14:30 Uhr | SV Frisia 03 Risum-Lindholm (IV) | :        | SV Boostedt (IV)           |
| ab 30. August 2025         | SV Viktoria 08 Lübeck (V)        | :        | Holstein Kiel (III)        |

## Viertelfinale
Das Achtelfinale soll laut Rahmenterminplan ab dem 1. November 2025 ausgetragen werden.
| Datum               |  | Ergebnis |  |
| ------------------- |  | -------- |  |
| ab 1. November 2025 |  | :        |  |
| ab 1. November 2025 |  | :        |  |
| ab 1. November 2025 |  | :        |  |
| ab 1. November 2025 |  | :        |  |

## Halbfinale
Das Achtelfinale soll laut Rahmenterminplan ab dem 28. Februar 2026 ausgetragen werden.
| Datum               |  | Ergebnis |  |
| ------------------- |  | -------- |  |
| ab 28. Februar 2026 |  | :        |  |
| ab 28. Februar 2026 |  | :        |  |

## Finale
Das Finale soll am 6. Juni 2026 im Eiderstadion Büdelsdorf ausgetragen werden.
| Heimmannschaft                            | Heimmannschaft                                                    | Gastmannschaft                                                    | Gastmannschaft |
| ----------------------------------------- | ----------------------------------------------------------------- | ----------------------------------------------------------------- | -------------- |
| Heimmannschaft                            | \| 6. Juni 2026 in Büdelsdorf (Eiderstadion) \| \| Ergebnis: : \| | \| 6. Juni 2026 in Büdelsdorf (Eiderstadion) \| \| Ergebnis: : \| | Gastmannschaft |
| 6. Juni 2026 in Büdelsdorf (Eiderstadion) |                                                                   |                                                                   |                |
| Ergebnis: :                               |                                                                   |                                                                   |                |